# 卡勒姆·穆尔
卡勒姆·穆尔（英語：Callum Moore，2000年3月22日—）是一名蘇格蘭足球運動員，司職中場，現時效力蘇格蘭中部足球聯賽球會洛希聯足球會。

## 職業生涯
穆尔在2019年1月23日首次在職業聯賽上場，參加作客以2-1不敵哈茨的比賽。2020年1月，他被外借到史丹侯斯姆以獲得比賽機會。2021年3月2019冠状病毒影響減退後，蘇格蘭低組別聯賽恢復後，他便被外借到蘇格蘭足球甲組聯賽球會福弗爾競技至季末。2021年6月，穆尔拒絕了球會開出的新合約而離隊。
2021年12月16日，他返回福弗爾競技並簽約至季末。他在球會不錯的表現使他在3月贏得一份新合約，有效期至2022年5月。

## 個人生活
卡勒姆的弟弟克雷格·穆尔也是一名足球員。